# Srečko Habjanič
Srečko Habjanič, slovenski častnik in vojaški pilot, * 1963.
Polkovnik Habjanič je bivši poveljnik helikopterske večnamenske eskadrilje SV.

## Odlikovanja in priznanja
- srebrna medalja Slovenske vojske (14. maj 2001)
- medalja v službi miru (9. december 1999)